# シエーナのパーリオ

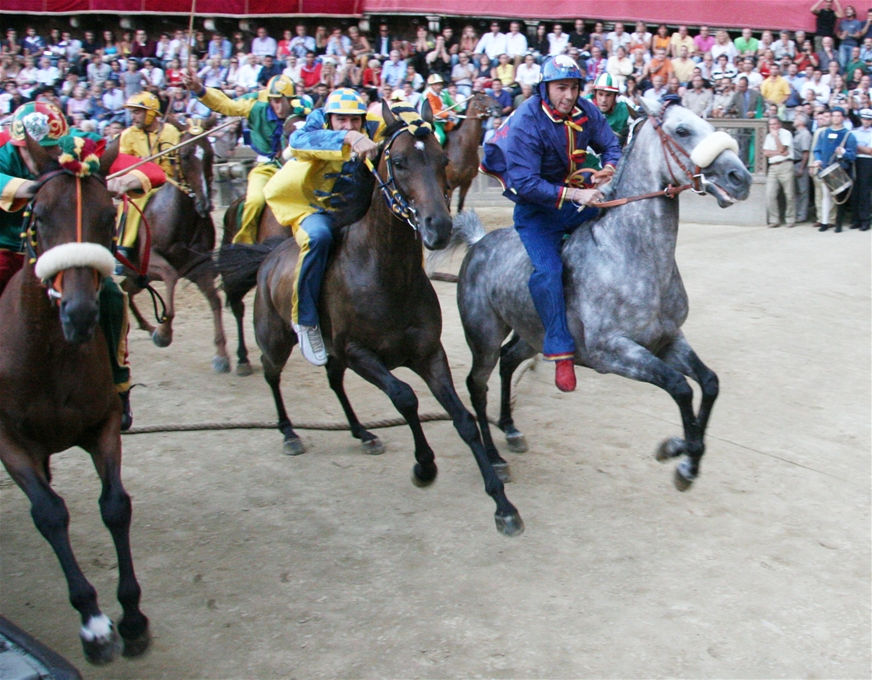
競技の様子

シエーナのパーリオ（Palio di Siena）は、イタリアのトスカーナ州シエーナ県シエーナで、年に2回馬を用いて行われるパーリオである。
シエーナのパーリオは12世紀に始まったとされるが、公式な記録に残っている最古の開催は13世紀のものである。以後第二次世界大戦中の1940年から1945年を除き、毎年開催されている。現在は7月2日（聖母マリアがシエーナに現れたとされる日）と8月16日（聖母の被昇天の翌日）に、コムーネの主催で行われる。シエーナに17ある地区による対抗戦の形式をとり、毎年10地区（前年出場しなかった7地区と前年出場した中から抽選された3地区）が出場する。

## 競技形式
- シエーナの中心部にあるカンポ広場の石畳に砂を捲いて作った馬場を走る。距離は約1000m（1周約300mの馬場を3周する）。なお、かつては大通りを一直線に走って争われた。
- アングロアラブ種のせん馬もしくは牝馬を用いて行われる。
- 本番の3日前から計6回、予行演習としての競走が行われる。
- 騎乗者は鞍や鐙を用いず、手綱のみを用いて騎乗する。
- 競技においては他馬の手綱を引っ張る以外のあらゆる行為（談合を含む）が認められる。
- スタート地点にはロープが張られ、馬はそこに並ぶ。10頭の出走馬のうち1頭のみが数メートル後ろに位置し、その馬が走りだした時をもってスタートとなる。

## パレード
パーリオが行われる当日、各地区の出場する騎手と馬は地区のメンバーとともに地区内の教会を訪れて祈りを捧げた後、カンポ広場へ移動しパレードを行う。パレードでは各地区のメンバーが時代衣装に身を包み、地区の旗を持って時代行列を行う。その後、パーリオが行われる。